# Ramón Ledesma Miranda
Ramón Ledesma Miranda (Madrid, 1901 - Madrid, 30 de juny de 1963) va ser un escriptor espanyol, guanyador del Premi Nacional de narrativa en 1951.
La seva família era originària d'Almeria, on hi passà la seva infantesa. Estudià filosofia i lletres a Madrid, però es dedicà a la literatura. Inicialment es dedicà a la poesia, influenciat per Rubén Darío, però finalment es dedicà a la novel·la, on va reflectir la influència de Benito Pérez Galdós, Stendhal i Marcel Proust. En 1951 va obtenir el Premi Nacional de narrativa per La casa de la fama, on retrata la decadència d'una família de classe mitjana d'Almeria empobrida amb la caiguda de l'Imperi Espanyol.

## Obres
- La faz iluminada (1921)
- Almanaque de auroras (1925)
- Treinta poemas de transición (1927).
- Antes del mediodía (1930)
- Agonía y tres novelas más (1931)
- Evocación de Laura Estébanez (1933),
- Viejos personajes (1936), reeditada com Almudena o historia de viejos personajes (1944).
- La casa de la Fama (1951),
- Historias de medio siglo (1965)
- Gibraltar, la roca de Calpe (1957)
- Páginas de Andalucía (1964)
- Saturno y sus hijos (1934).